# Repulsion (filme)
Repulsion (br: Repulsa ao Sexo/pt: Repulsa) é um filme britânico de 1965, do gênero terror psicológico, dirigido por Roman Polanski. Baseado em uma história escrita por Polanski e Gérard Brach, o enredo segue Carol, uma jovem retraída e perturbada que, quando deixada sozinha no apartamento que divide com a irmã, começa a desenvolver paranóia aos poucos. O filme enfoca o ponto de vista de Carol e suas vívidas alucinações e pesadelos quando ela entra em contato com os homens e seus desejos por ela. Estrelado por Catherine Deneuve o filme também consta no elenco Ian Hendry, John Fraser, Patrick Wymark e Yvonne Furneaux.
É o primeiro filme da Trilogia do Apartamento, de Polanski; os outros são Rosemary's Baby (1968) e Le locataire (1976).

## Sinopse
Apesar de linda, a manicure Carol Ledoux tem problemas sérios para se relacionar com os homens. Sozinha em casa após viagem de duas semanas da irmã, a moça entra numa paranóia aterrorizante. Coelhos sem cabeça, rachaduras na parede e mãos bobas entram em seu pesadelo cotidiano, que inclui cenas mudas de estupro, entre outras.

## Elenco
- Catherine Deneuve - Carole Ledoux.[4]
- Ian Hendry - Michael.[4]
- John Fraser - Colin.[4]
- Yvonne Furneaux - Hélène Ledoux.[4]
- Patrick Wymark - Landlord.[4]
- Renee Houston - Miss Balch.[4]
- Valerie Taylor - Madame Denise.[4]
- James Villiers - John.[4]
- Helen Fraser - Bridget.[4]
- Hugh Futcher - Reggie.[4]
- Monica Merlin - Sra. Rendlesham.[4]

## Produção

### Desenvolvimento
A premissa de Repulsion foi concebida por Roman Polanski e Gérard Brach, que escreveram um esboço do roteiro em uma viagem à Paris. Esse esboço se chamava Angel Face mais depois o diretor mudou o título para Repulsion; por achar mais coerente com os temas abordados. Polanski, que recentemente se mudou de sua cidade natal; Polônia para o Reino Unido, decidiu que o filme deveria ser ambientado em Londres. De acordo com Polanski, a inspiração para o roteiro veio de uma mulher à quem ele e Brach conheciam, e que Polanski soube mais tarde que ela sofria de esquizofrenia.
Polanski e Brach venderam o roteiro do filme para vários estúdios ingleses, incluindo British Lion Films e Paramount Pictures, e cada um deles reprovou o projeto. Eles acabaram tendo que assinar contrato com à Compton Films, um pequeno estúdio com sede na Inglaterra conhecido por fazer filmes exploitation e pornografia softcore. Os executivos da Compton Films ficaram impressionados com o roteiro e concordaram em ajudar na produção e distribuição do filme. Catherine Deneuve, que na época era uma atriz desconhecida de 21 anos, foi escalada para interpretar a protagonista; Carol.

### Filmagens
De acordo com Polanski, o filme foi rodado com um orçamento modesto de £65.000. As cenas externas do filme foram filmadas no distrito de South Kensington, em Londres, enquanto os interiores da mansão de Carol e Helen foram filmados em um pequeno apartamento no Twickenham Studios. A fim de capturar uma aparência autêntica, Seamus Flannery, o diretor de arte do filme, e o diretor de fotografia Gilbert Taylor, fotografou o interior de vários apartamentos locais reais de algumas mulheres jovens em uma área de classe baixa do South Kensington. Comentando sobre a aparência do apartamento, o biógrafo de Polanski Christopher Sandford observa: "Ao contrário da maioria das representações de um apartamento de Londres, os detalhes e as observações do lugar estão exatamente corretos; você pode acreditar que duas garotas estrangeiras acabariam [ter que morar] ali.
Filmar foi um desafio para Polanski, pois ele não estava familiarizado com Londres, e tanto ele quanto a estrela Deneuve não eram fluentes em inglês. Além disso, Polanski foi meticuloso com as tomadas: Michael Klinger, um executivo da Compton Films, relembrou ter testemunhado Polanski filmar um quadro simples da mão de Deneuve vinte e sete vezes. A produção acabou excedendo o orçamento, em parte devido às tendências perfeccionistas de Polanski, totalizando aproximadamente £ 95.000 em oposição aos £ 65.000 anteriores.
As tensões aumentaram entre Polanski e alguns membros do elenco durante a filmagem, incluindo Yvonne Furneaux, a quem Polanski criticava frequentemente. Klinger contou que, depois de ter uma discussão com Polanski por suas críticas à Furneaux, ele respondeu: "Eu sei que ela é uma garota legal. Ela é muito legal. Ela deveria estar bancando a vadia. Todo dia eu tenho que transformá-la em uma vadia". Além disso, Ian Hendry, que interpretou Michael, frequentemente voltava ao set após o almoço embriagado, o que fazias as cenas que envolvia ele demorar para termina-las fazendo ele e Polanski discutirem.

#### Trilha sonora
A trilha sonora do filme foi feita por Chico Hamilton. Porém só foi oficialmente lançada em 2008 pelo selo da British label Harkit, que se especializou em trilhas sonoras britânicas dos anos 60. Algumas músicas do disco, nem sequer são ouvidas no filme, como "Seduction in the Dark" e "Repulsion Nocturne". A faixa principal do filme chama-se "Carol's Walk". A música também está em outro álbum de Hamilton; Chic Chic Chico (1965).

## Temas e análises
O filme explora a repulsa que Carol sente pela sexualidade humana em geral e pela intensa pressão que seus pretendentes fazem a ela em particular. Foi sugerido por alguns críticos que o pai da protagonista pode ter abusado sexualmente dela quando criança, o que é a base de suas neuroses e colapsos mentais. Outros analisadores observaram as cenas de Carol jogando constantemente itens relacionados ao namorado de sua irmã Michael no lixo, a presença dele a provoca muito algo que é notado explicitamente no começo do filme. O filme também aborda a pressão que a sociedade faz com mulheres mais velhas que ainda são virgens, com Tamar McDonald afirmando que viu Carol como uma recusa em se conformar com o esperado "caminho da feminilidade" (casar, ser mãe, ser submissa ao homem e etc..). Cada vez que esta "pressão" aumenta. Os pesadelos e alucinações de Carol se tornam mais intensos.

## Lançamento
Repulsion foi lançado em 10 de junho de 1965. Sua primeira exibição na televisão brasileira foi em 31 de setembro de 2016 no Telecine Cult.
O primeiro lançamento do filme para Vhs em 1991 e teve outros relançamentos para Vhs em 1997, 1999 e 2000. A versão para DVD foi lançada em 2004. Em 2009 foi lançado para Blu-ray. O filme está disponível no catálogo da Darkflix.
No Brasil, terá um lançamento inédito em edição especial em blu-ray pelo selo Brotherhood com o livreto sendo assinado por Waldemar Dalenogare.

## Recepção

### Bilheteria
Faturou mais de três milhões de dólares na bilheteria.

### Resposta crítica
Repulsion recebeu análises positivas da crítica especializada. Bosley Crowther do The New York Times afirma que o filme é "O nocaute absoluto [da] linha do terror psicológico foi realizado por Roman Polanski em seu primeiro filme em inglês". Anos mais tarde, neste mesmo site; Dave Kehr fez uma avaliação favorável elogiando as técnicas e temas do filme, dizendo: "Polanski usa movimentos lentos de câmera, uma trilha sonora cuidadosamente composta de ruídos repetitivos e perturbadores (relógios batendo, sinos tocando, corações batendo) e, uma vez que Carol se barricou no apartamento escuro e apertado, efeitos explicitamente expressionistas (rachaduras repentinamente rasgando as paredes, mãos ásperas estendendo-se da escuridão para apalpá-la) para descrever um momento esquizofrênico plausível". A Radio Times recomenda o filme principalmente pela direção dizendo que ela "nos leva em uma viagem profundamente perturbadora e alucinante ao colapso mental de Catherine Deneuve neste thriller psicológico britânico inesquecível".
O website agregador de criticas; Rotten Tomatoes relata que 95% dos 64 críticos deram ao filme uma crítica positiva, com uma média de avaliação de 8,87/10. O consenso afirma que "o primeiro filme inglês de Roman Polanski segue a descida de uma mulher esquizofrênica à loucura e faz o público se sentir tão claustrofóbico quanto o personagem". Já o Metacritic, que atribui uma pontuação média ponderada de 100 às resenhas dos principais críticos, dá ao filme uma pontuação de 91% com base em 8 resenhas. Apenas três críticos escreveram análises negativas ao filme a Esquire achou o filme "difícil de ver" tanto pela suas cenas quanto pelas suas mensagens e terminou a sua resenha chamando o filme de "piegas e sem graça". Em uma análise negativa e irônica Pauline Kael da Vogue escreveu: "Deveríamos ter achado isso divertido? Há mais terror latente nessa noção do público do filme do que no próprio filme". O periódico Sight and Sound foi mais positivo elogiando as cenas de alucinações porém diz que o resto do filme é "gorgolejante e ensaboado de intenções abafadas descendo pelo buraco da tampa como [a] água do banho".

### Legado
O filme serviu de inspiração para o roteiro de Black Swan (2010) e Last Night in Soho (2021). O videoclipe da música "Hanging Around", do grupo The Cardigans, é inspirado no filme.

## Prêmios e indicações
BAFTA 1966 (Reino Unido)
- Indicado na categoria de melhor fotografia do Reino Unido.[48]

Festival de Berlim 1965 (Alemanha)
- Ganhou o Prêmio FIPRESCI (Roman Polanski).[49]
- Ganhou o Urso de Prata (prêmio especial do júri).[49]
- Indicado ao Urso de Ouro.[49]